# Reinga (animal)
Reinga es un género de arañas araneomorfas pertenecientes a la familia Amphinectidae. Se encuentra en Nueva Zelanda.

## Especies
Según The World Spider Catalog 12.0:
- Reinga apica Forster & Wilton, 1973
- Reinga aucklandensis (Marples, 1959)
- Reinga grossa Forster & Wilton, 1973
- Reinga media Forster & Wilton, 1973
- Reinga waipoua Forster & Wilton, 1973